# Non-fictie
Met non-fictie (de Engelse term non-fiction is eveneens gebruikelijk) worden informatieve teksten of beelden aangeduid, die hoofdzakelijk op de werkelijkheid betrekking hebben. Dit in tegenstelling tot fictie, dat zich afspeelt in de fantasie van de maker van de teksten of beelden. Onder "werkelijkheid" wordt in dit verband verstaan wat de maker als werkelijkheid beschouwt. Zo worden religieuze werken als de Bijbel en de Koran in het algemeen als non-fictie beschouwd. 
Een ander kenmerk van non-fictie is dat het voornamelijk dient om informatie over te dragen. Zo zal een historische roman, die in zekere zin op de werkelijkheid betrekking heeft in het algemeen bij de fictie worden ingedeeld, terwijl een geschiedenisboek waarin ook vermoedens en speculaties staan bij de non-fictie wordt ingedeeld.
Belangrijk is in dit verband ook het onderscheid tussen gewone romans en "non-fictieve romans" of faction (samentrekking van 'fact' en 'fiction'). Bij deze laatste is het verhaal gedeeltelijk verzonnen en gedeeltelijk op ware gebeurtenissen gebaseerd. Vooral in de tweede helft van de twintigste eeuw zijn er veel van dit soort romans geschreven. Een bekend voorbeeld is In koelen bloede (In Cold Blood) van Truman Capote. 
Onder echte non-fictie vallen algemene informatieve boeken, woordenboeken, essays en andere opstellen, wetenschappelijke werken, studieboeken en reisgidsen. Ook artikelen in kranten en tijdschriften worden tot de non-fictie gerekend.
Voorbeelden van non-fictie in film en televisie zijn de documentaire en de actualiteitenrubriek.